# Oropus montanus
Oropus montanus är en skalbaggsart som beskrevs av Thomas Casey 1887. Oropus montanus ingår i släktet Oropus och familjen kortvingar. Inga underarter finns listade i Catalogue of Life.